# Distrito de San Andrés
El distrito de San Andrés es uno de los ocho distritos de la provincia de Pisco que conforma el departamento de Ica, bajo la administración del Gobierno regional de Ica, en el surcentro del Perú. Limita al norte con los distritos Pisco y Túpac Amaru Inca,  al este con la provincia de Ica, al sur con el distrito de Paracas y al oeste con el océano Pacífico. Se caracteriza por estar bañado por el mar y la brisa marina.
Desde el punto de vista jerárquico de la Iglesia católica forma parte de la diócesis de Ica.
Las festividades religiosas más importantes es del Cristo Moreno Señor del Mar Protector de San Andrés ( en el mes de noviembre), la Santísima Virgen del Carmen, Patrona Jurada del distrito( en el mes de julio), San Pedro y San Pablo (en el mes de junio).

## Historia
Fue creado el 9 de diciembre de 1921, en el gobierno de Augusto B. Leguía.
Desde los años de 1840 la explotación de las islas guaneras frente a las costas de la ciudad de Pisco, trajo como consecuencia el numeroso arribo de tripulantes de navíos de diversas nacionalidades, es así como al promediar los años de 1860 a 1870, Juan Falkoni (Arguyani) Albanidis marino griego, toma como esposa a Joaquina de la Cruz, oriunda peruana de la zona, y construyen su casa en la localización del actual distrito de San Andrés, (esta casa existe en la actual ubicación calle Grecia 110 frente a la plaza de armas y atrio Griego)Csiendo esta la primera construcción, y denominando a la primera calle con el nombre de Grecia, más tarde se establecen otros inmigrantes, marínos griegos todos ellos, como, Pedro Yikhaf (Yika mal escrito en castellano) Carassopoulos, Juan Comninos, Batikiota Kanelos, Francisco Penagos, Constantino, quienes también tomaron como esposas a pobladoras oriundas peruanas y dieron inicio a la Colonia Griega de San Andrés, esa fue la primera fundación del actual San Andrés. Años más tarde, Pedro Yika Briceño sería el primer alcalde del distrito.
Actualmente es un distrito próspero. Cuenta con una plaza de armas y muchas calles importantes debidamente asfaltadas.

## Geografía
Ubicado a 7 m s. n. m., aparte de la ciudad, el distrito se dedica a las actividades marítimas, principalmente a la pesca para consumo humano. Tiene una población aproximada de 15.000 habitantes.
Presenta una topografía de terreno plano y hacia el este existen terrenos húmedos correspondiéndole parte de desierto.
En el distrito se encuentra ubicada una caleta de pescadores, existiendo el frigorífico pesquero donde se comercializa los mejores pescados y mariscos a precios económicos abasteciendo a nivel local, provincial, regional y hacia la capital del país.

## Autoridades

### Municipales
- Alcalde: Joel de la Cruz Canelo, 2023 - 2026

## Festividades
- Día Nacional del Pisco Sour.
- Fiesta Patronal de San Nicolás.
- Fiesta de San Miguel Arcángel.
- Fiesta de San Juan Bautista.
- San Pedro
- Virgen del Carmen de San Andrés - Pisco.
- Santa Rosa de Lima
- El Cristo Moreno Señor del Mar.
- Día del Pescador (SAN PEDRO)